# Mbinda
Mbinda é uma cidade da República do Congo localizada próxima à fronteira com o Gabão, na região de Niari.
- Coordenadas (DMS): 2° 06′ 28″ S, 12° 52′ 15″ L
- Altitude: 625 m